# Marguerite Derrida
Marguerite Derrida (* 7. Juli 1932 in Prag als Marguerite Aucouturier; † 21. März 2020 in Paris) war eine französische Psychoanalytikerin und Übersetzerin. Sie war die Ehefrau des französischen Philosophen Jacques Derrida.

## Leben
Marguerite Derrida war die Tochter des französischen Journalisten Gustave Aucouturier und der Tschechin Marie Alferi. Ihr Bruder war der Autor und Übersetzer Michel Aucouturier. Sie ließ sich an der Société psychanalytique de Paris zur Psychoanalytikerin ausbilden.
Sie übersetzte mehrere Werke von Melanie Klein, Roman Jakobson und Maxim Gorki ins Französische.
Derrida heiratete 1957 in Cambridge den französischen Philosophen Jacques Derrida. Sie hatten zwei Söhne, von denen einer der Schriftsteller Pierre Alféri ist. Am 21. März 2020 starb sie im Alter von 87 Jahren während der COVID-19-Pandemie in einem Pariser Altenheim an den Folgen einer SARS-CoV-2-Infektion.